# エストロゲン受容体α
エストロゲン受容体α（英: estrogen receptor alpha、略称: ERα）またはNR3A1（nuclear receptor subfamily 3, group A, member 1）は、エストロゲン受容体の主要な2つのタイプのうちの1つである。エストロゲン受容体は性ホルモンであるエストロゲンによって活性化される核内受容体である。ヒトでは、ERαはESR1遺伝子にコードされる。

## 構造
エストロゲン受容体（ER）はリガンド活性化型転写因子であり、ホルモンの結合、DNAへの結合、転写活性化に重要ないくつかのドメインから構成される。ESR1遺伝子からは選択的スプライシングによっていくつかの種類のmRNA転写産物が生じるが、これらは主に5' UTRが異なり、翻訳される受容体タンパク質の多様性は低い。

## リガンド

### アゴニスト

#### 非選択的
- 内因性エストロゲン（エストラジオール、エストロン、エストリオール、エステトロール（英語版）など）
- 天然エストロゲン（結合型エストロゲン（英語版）など）
- 合成エストロゲン（エチニルエストラジオール、ジエチルスチルベストロールなど）

#### 選択的
ERβよりもERαに選択的なアゴニスト
- プロピルピラゾールトリオール（英語版）（PPT）
- 16α-LE2（英語版）（Cpd1471）
- 16α-IE2（英語版）
- ERA-63（英語版）（ORG-37663）
- SKF-82,958（英語版）（D1様受容体（英語版）のフルアゴニストでもある）
- (R,R)-テトラヒドロクリセン（英語版）（(R,R)-THC） - 実際にはERβに対してはアゴニストではなくアンタゴニストとして作用する

### Mixed
- フィトエストロゲン（クメストロール、ダイゼイン、ゲニステイン、ミロエストロールなど）
- 選択的エストロゲン受容体修飾薬（タモキシフェン、クロミフェン、ラロキシフェンなど）

### アンタゴニスト

#### 非選択的
- 抗エストロゲン薬（英語版）（フルベストラント、ICI-164384（英語版）、エタモキシトリフェトール（英語版）など）

#### 選択的
ERβよりもERαに選択的なアンタゴニスト
- メチルピペリジノピラゾール（英語版）（MPP）

## 組織分布と機能
ERαは程度の差こそあれ、生殖器、中枢神経系、骨格筋、心血管系などさまざまな器官の生理学的な発生と機能に関与しており、子宮、卵巣、男性器、乳腺、骨、心臓、視床下部、脳下垂体、肝臓、肺、腎臓、脾臓、脂肪組織など体中で広く発現している。ERαノックアウト（ERKO）マウスなど、活性のあるERα遺伝子を欠く動物モデルではこれらの組織の発生と機能に異常が発生し、特定の器官におけるERαの機能に関する初歩的な理解が得られている。

### 子宮と卵巣
ERαは女性器の成熟に必要不可欠である。ERKOマウスのようにERαが存在しない場合でも子宮は発生することから、ERαは子宮の初期発生を媒介しているのではない可能性が示唆される。一方、ERαはこの発生過程の完結と、その後の組織の機能に関与している。ERαの活性化は子宮での細胞増殖の引き金となることが知られている。メスのERKOマウスの子宮は発育不全であり、ERαはエストロゲン刺激に応答した子宮での有糸分裂と分化を媒介していることが示唆される。
同様に、性成熟前のメスのERKOマウスの卵巣の発生は野生型とほぼ区別できない。しかしながら、成熟につれて卵巣には生理と機能の双方で異常な表現型がみられるようになる。具体的には、メスのERKOマウスでは出血性の卵胞嚢胞を含む肥大した卵巣が発生し、また黄体を欠き、排卵は起こってない。この成体の卵巣の表現型は、ERαが存在しない場合にはエストロゲンが視床下部へのネガティブフィードバックを行うことができず、慢性的な黄体形成ホルモン値の上昇と恒常的な卵巣刺激が引き起こされることを示唆している。これらの結果は、ERαが卵巣の莢膜細胞や間質細胞を介したエストロゲン駆動の成熟に加えて、視床下部においても重要な役割を果たしていることを明らかにしている。

### 男性器
ERαは男性器の成熟と維持にも同様に重要であり、ERKOマウスは不妊で精巣のサイズが小さい。ERKOマウスでは、精細管や精上皮などの精巣構造の完全性が経時的にに低下する。さらに、オスのERKOマウスの生殖能力は精子形成障害、交尾器官や射精反応の喪失といった性生理や性行動の異常によって妨げられる。

### 乳腺
エストロゲンによるERαの刺激は、乳房組織で細胞増殖を刺激することが知られている。ERαはエストロゲンに対する乳腺の応答を媒介することで、思春期における成体表現型の発生を担うと考えられている。この役割はメスのERKOマウスでみられる異常と一致しており、ERKOマウスでは乳管は性成熟前の長さ以上に成長することはなく、授乳のための構造は発生しない。その結果、授乳やプロラクチンの放出といった乳腺の機能が大きく損なわれる。

### 骨
骨におけるERαの発現は中程度であるが、骨の完全性の維持を担っていることが知られている。エストロゲンによるERαの刺激は上皮成長因子やIGF-1などの成長因子の放出を開始し、骨の発生と維持を調節している可能性がある。オスとメスのERKOマウスでは、骨の長さとサイズが低下する。

### 脳
ERαを介したエストロゲン刺激は、シナプス形成やシナプス可塑性など、中枢神経発生のさまざまな側面を担っているようである。脳では、ERαは視床下部、視索前野、弓状核に存在する。これら3つの領域は全て生殖行動と関連付けられており、マウスの脳の男性化はERαの機能を介して行われているようである。さらに、精神病理や神経変性疾患モデルの研究からは、脳におけるエストロゲンの神経保護作用はエストロゲン受容体によって媒介されていることが示唆されている。また、ERαは弓状核や前腹側室周囲核の神経細胞でキスペプチンの発現を増加させることで、脳での性腺刺激ホルモン放出ホルモン（GnRH）と黄体形成ホルモン（LH）分泌に対するエストロゲンのポジティブフィードバック効果を媒介しているようである。古典的研究ではエストロゲンのネガティブフィードバック効果もERαを介して作動していることが示唆されているが、キスペプチン発現神経細胞でERαを欠くメスマウスもある程度のネガティブフィードバック応答を示し続ける。

## 臨床的意義
エストロゲン不応症は、ERαがエストロゲン感受性を喪失する欠陥によって特徴づけられる、極めて稀な疾患である。女性の臨床症状としては、乳房の発達やその他の思春期にみられる第二次性徴の欠如、子宮発育不全、原発性無月経、肥大した多嚢胞性卵巣やそれに関連した下腹部の痛み、軽度のアンドロゲン過剰症（ニキビとして表出する）、骨成熟の遅れや骨のターンオーバーの増加などが観察される。男性の臨床症状としては、骨端軟骨閉鎖の欠如、高身長、骨粗鬆症、精子の生存率の低下などが報告されている。どちらの場合も、外因性のエストロゲン補充療法に対しては高用量であっても全く感受性を示さない。
ERαをコードする遺伝子の多型は、男性の女性化乳房、女性の乳がん、月経困難症と関係している。

## コアクチベーター
ERαのコアクチベーターとしては次のようなものがある。
- SRC-1[24][25]
- AIB1[26]
- BCAS3（英語版）[27]
- PELP1（英語版）[28]

## 相互作用
ERαは次に挙げる因子と相互作用することが示されている。
- AKAP13[29]
- AHR[30][31]
- BRCA1[32][33][34][35]
- CAV1[36]
- CCNC[37]
- CDC25B（英語版）[38]
- CEBPB（英語版）[39][40]
- COBRA1（英語版）[41]
- NR2F1（英語版）[42]
- CREBBP（英語版）[35][43]
- CRSP3（英語版）[37]
- CCND1[44]
- DDX17（英語版）[45]
- DDX5（英語版）[45][46]
- DNTTIP2（英語版）[47]
- EP300（英語版）[35][37][48]
- ESR2（英語版）[49][50]
- FOXO1[51]
- GREB1（英語版）[52]
- GTF2H1（英語版）[53]
- HSPA1A[54]
- HSPA8[54]
- HSP90AA1[55][56]
- Isl1[57]
- JARID1A（英語版）[58]
- MVP（英語版）[59]
- MED1（英語版）[37][60]
- MED12（英語版）[37]
- MED14（英語版）[37]
- MED16（英語版）[37]
- MED24（英語版）[37][60]
- MED6（英語版）[37]
- MGMT[61]
- MNAT1（英語版）[62]
- MTA1（英語版）[63][64]
- NCOA1[37][43][45][65][66]
- NCOA2[45][60][67][68][69]
- NCOA3[45][70][71]
- NCOA6（英語版）[72][73]
- NRIP1（英語版）[74][75][76]
- PDLIM1（英語版）[77]
- POU4F1（英語版）[78]
- POU4F2（英語版）[78]
- PRDM2（英語版）[79]
- PRMT2（英語版）[80]
- RBM39（英語版）[81]
- RNF12（英語版）[77]
- SAFB（英語版）[82][83]
- SAFB2（英語版）[84]
- SHC1（英語版）[85]
- SHP（英語版）[86][87]
- SMARCA4[65][88]
- SMARCE1（英語版）[89]
- SRA1（英語版）[45]
- Src[61][90][91][92]
- TR2（英語版）[93]
- TR4（英語版）[94]
- TDG（英語版）[95]
- TRIM24（英語版）[75][96]
- XBP1[97]

## 関連文献
- “Connections and regulation of the human estrogen receptor”. Science 296 (5573):  1642–1644. (May 2002). Bibcode: 2002Sci...296.1642M. doi:10.1126/science.1071884. PMID 12040178.
- “Novel non-transcriptional mechanisms for estrogen receptor signaling in the cardiovascular system. Interaction of estrogen receptor alpha with phosphatidylinositol 3-OH kinase”. Steroids 67 (12):  935–939. (November 2002). doi:10.1016/S0039-128X(02)00040-5. PMID 12398989.
- “Estrogen receptor phosphorylation”. Steroids 68 (1):  1–9. (January 2003). doi:10.1016/S0039-128X(02)00110-1. PMID 12475718.
- “Role of estrogen receptor-alpha in pharmacogenetics of estrogen action”. Current Opinion in Lipidology 14 (2):  145–150. (April 2003). doi:10.1097/00041433-200304000-00005. PMID 12642782.
- “Estrogen receptor alpha polymorphisms and renal cell carcinoma--a possible risk”. Molecular and Cellular Endocrinology 202 (1–2):  109–116. (April 2003). doi:10.1016/S0303-7207(03)00071-6. PMID 12770739.
- “Estrogen receptor alpha in human breast cancer: occurrence and significance”. Journal of Mammary Gland Biology and Neoplasia 5 (3):  271–281. (July 2000). doi:10.1023/A:1009594727358. PMID 14973389.
- “Estrogen receptor content in malignant breast tumors in men--a review”. Journal of Mammary Gland Biology and Neoplasia 5 (3):  283–287. (July 2000). doi:10.1023/A:1009546811429. PMID 14973390.
- “Role of estrogen receptor alpha in modulating IGF-I receptor signaling and function in breast cancer”. Journal of Experimental & Clinical Cancer Research 23 (3):  385–394. (September 2004). PMID 15595626.
- “Requirements for estrogen receptor alpha membrane localization and function”. Steroids 70 (5–7):  361–363. (2005). doi:10.1016/j.steroids.2005.02.015. PMID 15862818.
- “Association of estrogen receptor alpha gene polymorphisms with bone mineral density in Chinese women: a meta-analysis”. Osteoporosis International 18 (3):  295–305. (March 2007). doi:10.1007/s00198-006-0239-2. PMID 17089081.
- “Sequence analysis of the 5' flanking region of the human estrogen receptor gene”. DNA Sequence 2 (6):  347–358. (1992). doi:10.3109/10425179209020816. PMID 1476547.
- “Analysis of upstream sequences of the human estrogen receptor gene”. Biochemical and Biophysical Research Communications 183 (3):  996–1002. (March 1992). doi:10.1016/S0006-291X(05)80289-X. PMID 1567414.
- “Characterization of a temperature-sensitive mutation in the hormone binding domain of the human estrogen receptor. Studies in cell extracts and intact cells and their implications for hormone-dependent transcriptional activation”. The Journal of Biological Chemistry 267 (14):  9868–9873. (May 1992). doi:10.1016/S0021-9258(19)50174-0. PMID 1577818.
- “Characterization of estrogen receptor variant mRNAs from human breast cancers”. Molecular Endocrinology 6 (5):  773–785. (May 1992). doi:10.1210/mend.6.5.1603086. PMID 1603086.
- “Evidence for a previously unidentified upstream exon in the human oestrogen receptor gene”. Journal of Molecular Endocrinology 6 (1):  111–115. (February 1991). doi:10.1677/jme.0.0060111. PMID 2015052.
- “Mutagenesis of cysteines in the hormone binding domain of the human estrogen receptor. Alterations in binding and transcriptional activation by covalently and reversibly attaching ligands”. The Journal of Biological Chemistry 266 (17):  10880–10887. (June 1991). doi:10.1016/S0021-9258(18)99101-5. PMID 2040605.
- “Solution structure of the DNA-binding domain of the oestrogen receptor”. Nature 348 (6300):  458–461. (November 1990). doi:10.1038/348458a0. PMID 2247153.
- “The cloned human oestrogen receptor contains a mutation which alters its hormone binding properties”. The EMBO Journal 8 (7):  1981–1986. (July 1989). doi:10.1002/j.1460-2075.1989.tb03604.x. PMC 401066. PMID 2792078.
- “Genomic organization of the human oestrogen receptor gene”. The EMBO Journal 7 (11):  3385–3388. (November 1988). doi:10.1002/j.1460-2075.1988.tb03211.x. PMC 454836. PMID 3145193.
- “Sequence and expression of human estrogen receptor complementary DNA”. Science 231 (4742):  1150–1154. (March 1986). Bibcode: 1986Sci...231.1150G. doi:10.1126/science.3753802. PMID 3753802.